# Magyarnádalja, Vas
Magyarnádalja  este un sat în districtul Körmend, județul Vas, Ungaria, având o populație de 221 de locuitori (2011). 

## Demografie
Componența etnică a satului Magyarnádalja
     Maghiari (93,36%)
     Germani (3,98%)
     Romi (2,65%)
Componența confesională a satului Magyarnádalja
     Romano-catolici (75,11%)
     Fără religie (3,17%)
     Reformați (2,71%)
     Luterani (2,26%)
     Necunoscută (16,74%)
     Alte religii (2,26%)
Conform recensământului din 2011, satul Magyarnádalja avea 221 de locuitori. Din punct de vedere etnic, majoritatea locuitorilor (93,36%) erau maghiari, existând și minorități de germani (3,98%) și romi (2,65%).  Din punct de vedere confesional, majoritatea locuitorilor (75,11%) erau romano-catolici, existând și minorități de persoane fără religie (3,17%), reformați (2,71%) și luterani (2,26%). Pentru 16,74% din locuitori nu este cunoscută apartenența confesională.